# Samtykke
Et samtykke er det at erklære sig enig i eller give sin tilslutning eller tilladelse til et forslag, en anmodning, en ordning eller deslige. Begrebet findes i daglig tale og har specifikke definitioner inden for jura, medicin, forskning og seksuelle forhold.

## Typer
- Et udtrykkeligt samtykke er et, der er klart og tydeligt angivet, snarere end underforstået. Det kan gives skriftligt, ved tale (mundtligt) eller nonverbalt, f.eks. ved en klar gestus, såsom et nik. Ikke-skriftligt udtrykkeligt samtykke, som ikke er beviset for vidner eller en lyd- eller videooptagelse, kan bestrides, hvis en part benægter, at det blev givet.
- Formodet samtykke er samtykke, der udledes af en persons handlinger og kendsgerningerne og omstændighederne i en bestemt situation (eller i nogle tilfælde ved en persons tavshed eller passivitet). Nogle eksempler inkluderer entydigt at opfordre til eller indlede seksuel aktivitet eller den underforståede samtykke til fysisk kontakt fra deltagere i en hockeykamp eller at blive overfaldet i en boksekamp.
- Informeret samtykke inden for medicin er samtykke givet af en person, der har en klar forståelse af de faktiske omstændigheder, implikationer og fremtidige konsekvenser af en handling. Udtrykket bruges også i andre sammenhænge, såsom i samfundsvidenskabelig forskning, når deltagerne bliver bedt om at bekræfte, at de forstår forskningsproceduren og samtykker til den, eller i sex, hvor informeret samtykke betyder, at hver person, der udøver seksuel aktivitet, er opmærksom på enhver risiko for seksuelt overførte infektioner og sygdomme, de måtte udsætte sig for.
- Enstemmigt eller generelt samtykke fra en gruppe af flere parter (f.eks. en forening) er samtykke givet af alle parter.
- Stedfortrædende samtykke giver en beslutningstager mulighed for at forsøge at fastlægge den afgørelse, som en inhabil person ville have truffet, hvis han eller hun var kompetent.